# Contea di Washington (Maine)
La contea di Washington, in inglese Washington County, è una contea dello Stato del Maine, negli Stati Uniti. La popolazione al censimento del 2000 era di 33 941 abitanti. Il capoluogo di contea è Machias.
Viene anche chiamata "Sunrise County" ("contea dove nasce il sole") perché nella contea si trova il punto più a est dei 48 stati contigui degli Stati Uniti.

## Geografia fisica
La contea si trova nella parte orientale del Maine. L'U.S. Census Bureau certifica che l'estensione della contea è di 8430 km², di cui 6653 km² composti da terra e i rimanenti 1777 km² composti di acqua.
Il territorio è prevalentemente collinare e include anche diverse isole nell'Oceano Atlantico. Il punto più a est degli Stati Uniti è West Quoddy Head.
Sul territorio si trovano anche le riserve: la Riserva di Passamaquoddy Pleasant Point e la Riserva di Passamaquoddy Indian Township.

### Contee confinanti
- Contea di York (New Brunswick, Canada) - nord-est
- Contea di Charlotte (New Brunswick, Canada) - est
- Contea di Hancock - sud-ovest
- Contea di Aroostook - nord-ovest
- Contea di Penobscot - nord-ovest

## Storia
La contea fu creata nel 1790 e deve il suo nome a George Washington.

## Comuni
| - Addison - town - Alexander - town - Baileyville - town - Baring Plantation - Beals - town - Beddington - town - Calais - city - Charlotte - town - Cherryfield - town - Codyville Plantation - Columbia Falls - town - Columbia - town - Cooper - town - Crawford - town - Cutler - town | - Danforth - town - Deblois - town - Dennysville - town - East Machias - town - Eastport - city - Grand Lake Stream - town - Harrington - town - Jonesboro - town - Jonesport - town - Lubec - town - Machias (capoluogo) - town - Machiasport - town - Marshfield - town - Meddybemps - town - Milbridge - town | - Northfield - town - Pembroke - town - Perry - town - Princeton - town - Robbinston - town - Roque Bluffs - town - Steuben - town - Talmadge - town - Topsfield - town - Vanceboro - town - Waite - town - Wesley - town - Whiting - town - Whitneyville - town |

### Territori
- Washington centro-orientale
- Washington settentrionale